# The Baker
Pour plus de détails, voir Fiche technique et Distribution.
The Baker est un film britannique, sorti en 2007.

## Fiche technique
- Titre : The Baker
- Réalisation : Gareth Lewis
- Scénario : Gareth Lewis
- Photographie : Sean Bobbitt
- Musique : Alex Wurman
- Pays d'origine : Royaume-Uni
- Genre : comédie
- Date de sortie : 2007

## Distribution
- Damian Lewis : Milo « The Baker » Shakespeare
- Kate Ashfield : Rhiannon
- Nikolaj Coster-Waldau : Bjorn
- Dyfan Dwyfor : Eggs
- Anthony O'Donnell : Rhys Edwards
- Steve Speirs : Bryn Morgan
- Michael Gambon : Leo
- Margaret John : Anne Jones